# ボツワナ会議党
ボツワナ会議党（ボツワナかいぎとう、英語: Botswana Congress Party, BCP）は、ボツワナ共和国の社会民主主義政党。ボツワナ議会で3番目に大きい政党である。また、新民主戦線と社会民主党の国民運動組織を持つ。ボツワナ議会党とも表記される。
1998年、ボツワナ国民戦線の党内路線対立にともない、Michael Dingakeをはじめとする11人の議員が離党して結成した。初代党首はMichael Dingake。2001年からOtlaadisa Koosaletseを経て、2005年からギルソン・サレシャンド Gilson Saleshandoが党首となる。2004年10月30日、総選挙で会議党は、16.6パーセントを得票し、1議席を獲得した。この時のドゥメラング・サレシャンド議員は、ギルソン・サレシャンド党首の子息であり、党広報書記（スポークスマン）であった。 2009年10月の総選挙で躍進し、5議席を獲得した。2010年7月にドゥメラング・サレシャンドが党首に選出された。